# Zyndranowa
Zyndranowa is een dorp in de Poolse woiwodschap Subkarpaten. De plaats maakt deel uit van de gemeente Dukla en telt 140 inwoners.

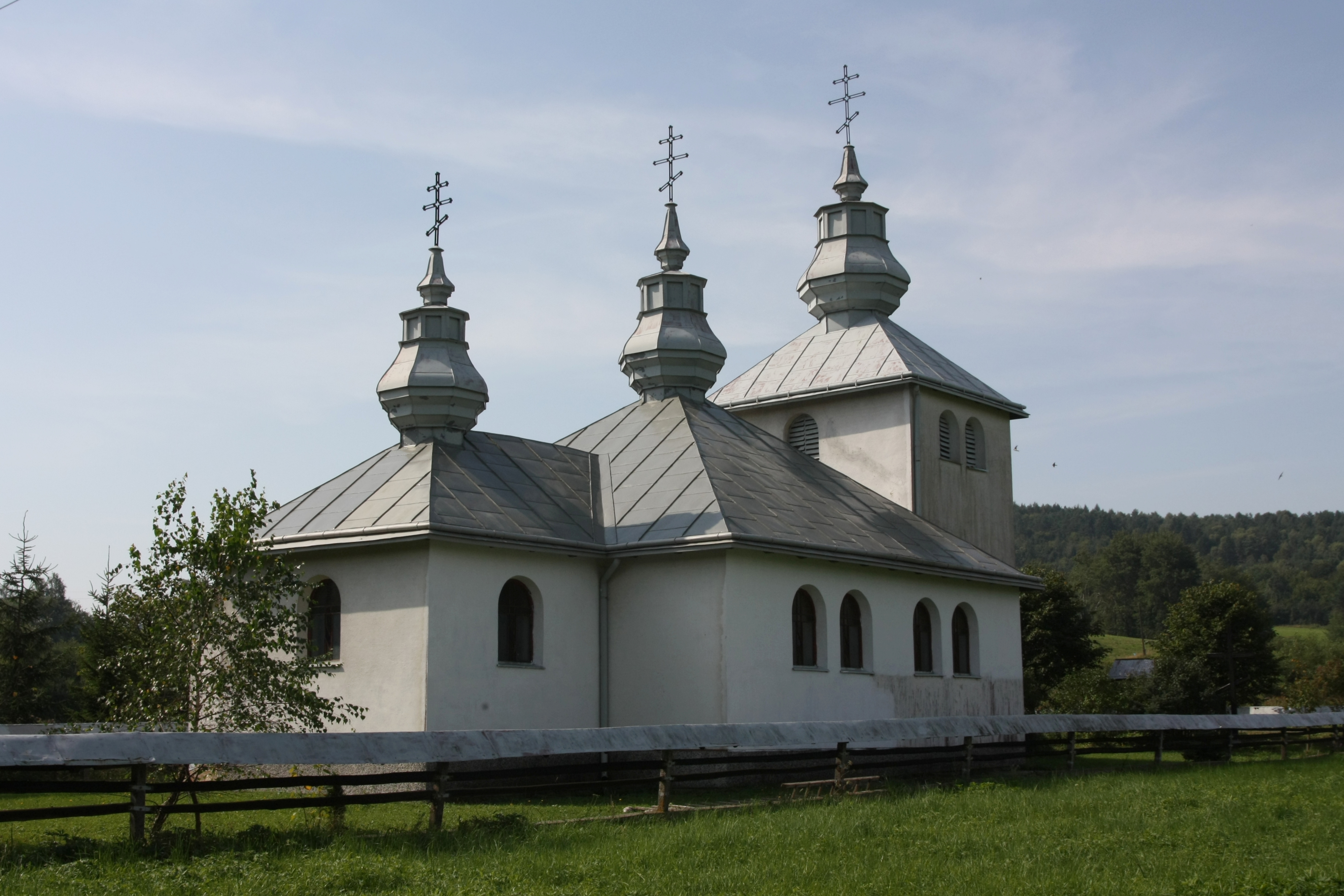
Kerk